# Presa di Bergamo (1799)
La presa di Bergamo avvenne il 24 aprile 1799 durante la campagna italiana di Suvorov della guerra della Seconda coalizione, quando 2 reggimenti di Cosacchi del Don dell'avanguardia del principe Bagration sotto il comando del colonnello Grekov e dell'atamano Denisov attaccarono rapidamente e inaspettatamente la città di Bergamo occupata dalla guarnigione francese e presero la Cittadella viscontea. L'attacco si rivelò un successo per i russi. L'esercito francese era comandato da Barthélemy Schérer.

## Sviluppo dell'azione
Prima che le forze principali dell'avanguardia di Bagration attraversassero il fiume Oglio, Grekov, con il suo reggimento cosacco e parte del reggimento Denisov, fu inviato a inseguire la retroguardia francese in ritirata da Palazzolo sull'Oglio verso Bergamo. Era composto da 150 uomini e trasportava 6 cannoni, inoltre la sua posizione era su una ripida collina. Grekov guidò personalmente i soldati all'attacco in una dura battaglia e Denisov arrivò alla fine della scaramuccia. Descrivendo le sue azioni, notò l'eroismo mostrato da Grekov e dai cosacchi:
I cosacchi vinsero questo scontro e si lanciarono all'inseguimento ed entrarono nella città (fortificata e affollata) all'improvviso e inaspettatamente, ecco perché i francesi non offrirono resistenza ai cosacchi. Quando la cittadella fu presa, i cosacchi fecero 130 prigionieri, 19 cannoni d'assedio, 1 stendardo, molte armi e rifornimenti militari sistemati dai francesi a Bergamo. Suvorov fu molto soddisfatto del successo dell'operazione. Nonostante la pioggia e il fango, arrivò a Bergamo e si congratulò con Grekov e Denisov per la loro vittoria. La presa della fortezza permise alle truppe principali di raggiungere il fiume Adda, dove i circa 27 000 – 28 000 uomini dell'esercito di Schérer furono sconfitti nelle successive battaglie di Lecco e di Cassano (26-27 aprile). Queste battaglie costarono ai francesi 6 900 – 7 500 perdite, di cui 5 000 catturati. Le perdite austro-russe variano da 2 000 a 4 886, di cui circa 1 000 catturati. Vi presero parte anche i partecipanti all'operazione per la presa di Bergamo.